# Satz von Viviani

Satz von Viviani

Der Satz von Viviani, benannt nach dem italienischen Mathematiker Vincenzo Viviani (1622–1703), ist eine Aussage über gleichseitige Dreiecke. Für jeden Punkt im Inneren des Dreiecks gilt, dass die Summe seiner drei Abstände zu den Dreiecksseiten der Länge der Höhe entspricht.

## Aussage und Herleitung
Ist {\displaystyle P} ein beliebiger Punkt im Inneren eines gleichseitigen Dreiecks, so ist die Summe der Abstände dieses Punktes von den Seiten konstant:
{\displaystyle s+t+u=h=3r\,}
Dabei bezeichnet {\displaystyle h} die Höhe des Dreiecks und {\displaystyle r} den Inkreisradius.
Dies kann man sich geometrisch einfach klarmachen.
Die Fläche des gleichseitigen Dreiecks ist so groß wie die Summe der Flächen der farbig markierten Dreiecke.
Für die Fläche des gleichseitigen Dreiecks ABC gilt {\displaystyle {\frac {gh}{2}}},
wobei {\displaystyle g={\overline {AB}}={\overline {BC}}={\overline {CA}}} die Grundseite und {\displaystyle h\,} die Höhe sein soll.
Die Summe der Flächen der farbig markierten Dreiecke ist {\displaystyle {\frac {gs}{2}}+{\frac {gt}{2}}+{\frac {gu}{2}}}.
Also gilt:
{\displaystyle {\frac {gh}{2}}={\frac {gs}{2}}+{\frac {gt}{2}}+{\frac {gu}{2}}}
Damit folgt die Behauptung
{\displaystyle h=s+t+u}.
Eine weitere besonders anschauliche Beweisvariante verwendet Drehungen gleichseitiger Teildreiecke. Drehzentren sind die jeweiligen Umkreismittelpunkte der betreffenden Dreiecke.
Figur 1 zeigt die Ausgangssituation vor der Drehung des blau umrandeten Dreiecks um das Drehzentrum {\displaystyle Z_{1}} mit dem Drehwinkel {\displaystyle 120^{\circ }} im Uhrzeigersinn (erste Drehung). Die roten Strecken haben die in der Einleitungsfigur gekennzeichneten Abstände {\displaystyle s}, {\displaystyle t} und {\displaystyle u}.
Figur 2 stellt die Situation nach der ersten Drehung und vor der Drehung der braun umrandeten Figur um das Drehzentrum {\displaystyle Z_{2}} mit dem Drehwinkel {\displaystyle 120^{\circ }} im Uhrzeigersinn (zweite Drehung) dar.
Figur 3 verdeutlicht, dass nach den beiden Drehungen für die Abstandssumme der roten Strecken {\displaystyle s+t+u=h} gilt.

Figur 1
Figur 2
Figur 3

## Verallgemeinerung
Der Satz von Viviani lässt sich auf gleichseitige und sogar auf gleichwinklige Polygone verallgemeinern.

## Historisches
Der Satz ist nach Vincenzo Viviani benannt, welcher eine Verallgemeinerung in seinem Werk "De maximis et minimis, geometrica divinatio" um 1659 beschrieb (S. 146). 